# 納比斯塔湖

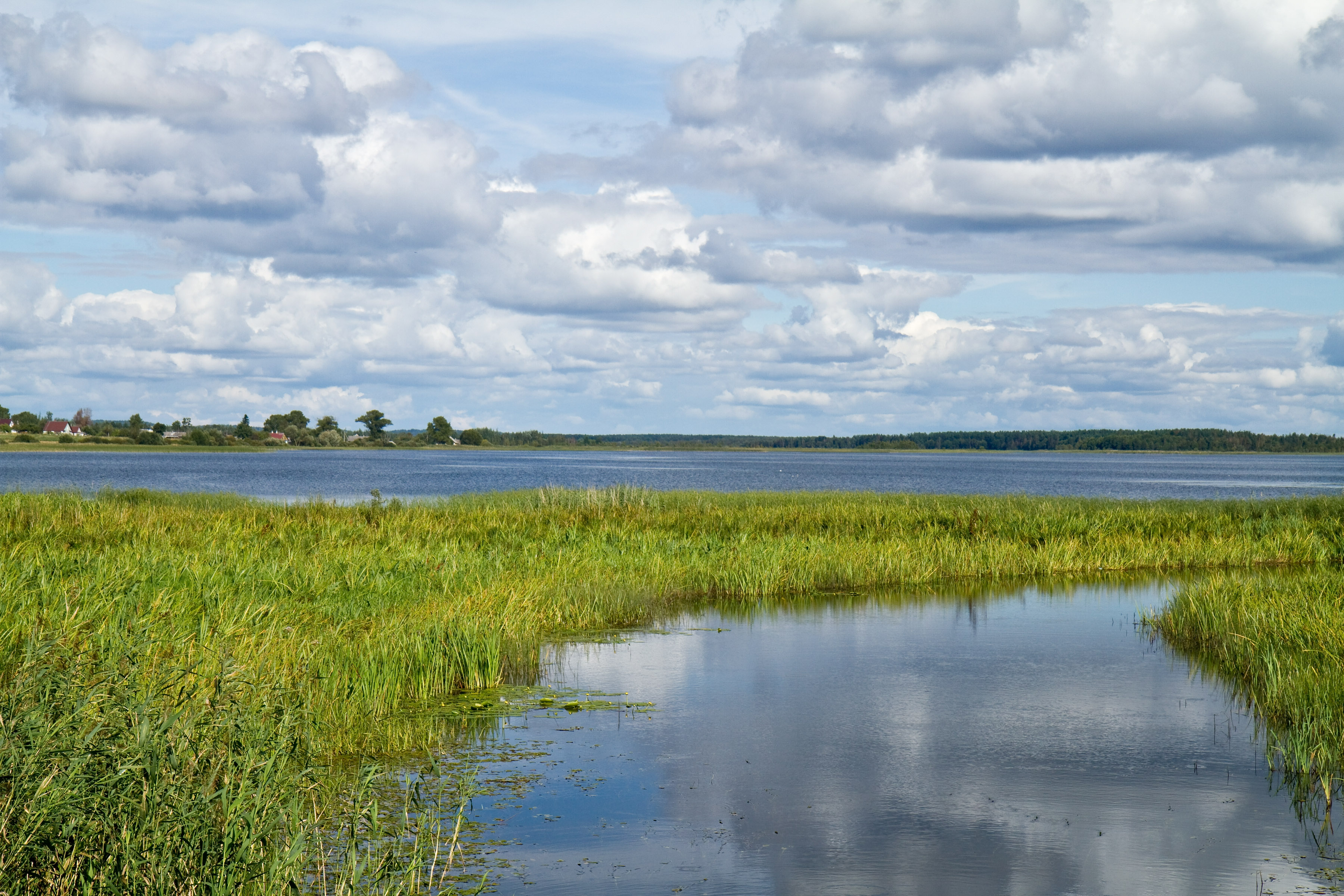
納比斯塔湖

納比斯塔湖（白俄羅斯語：Набіста）是白俄羅斯的湖泊，位於米奧里以西13公里，由維捷布斯克州負責管轄，長4.8公里、寬1.11公里，面積3.75平方公里，流域面積152平方公里，湖岸線長度12.6公里，最大水深2.8米。